# Bracknell
Bracknell est une ville d'Angleterre, située dans le district de Bracknell Forest, dans le Berkshire, au sud du pays. Elle comptait 113 205 habitants lors du recensement de 2021.
L'intrigue de la série The Wrong Mans se déroule à Bracknell.

## Économie
Bracknell est le siège social de grandes sociétés telles que Waitrose, Faronics, Dell et Vodafone.

## Sports
- Bracknell Bees (hockey sur glace)
- Bracknell Blazers (baseball)

## Personnalités
- Katharine Adams (1862-1952), relieur, née à Bracknell ;
- Molly Barton (1861-1949), artiste Irlandaise, a vécu et est décédée à Bracknell ;
- Jake Cooper (1995-), footballeur anglais, y est né ;
- John Hoesli (1919-1997), artiste britannique et décorateur de plateau, y est mort ;
- Archie MacLaren (1871-1944), joueur de cricket international anglais qui dispute 35 test-matchs avec l'équipe d'Angleterre de 1894 à 1909, y est mort ;
- Mark Philo (1984-2006), footballeur anglais, y est né ;
- Jack Stacey (1996-), footballeur anglais, y est né ;
- Hugh Welchman (1975-), réalisateur et producteur, y est né.